# Joe Ragland
Joseph Alexander Ragland, detto Joe (West Springfield, 11 novembre 1989), è un cestista statunitense naturalizzato liberiano, di ruolo playmaker.

## Carriera
Ha frequentato la West Sprigfield High School, con la quale nell'ultimo anno viene nominato miglior giocatore della regione. Si è quindi iscritto al North Platte Community College, dove ha militato per due anni, con una media di 19,5 punti e 3,1 assist a partita, tirando da tre con il 45,3%. 
Nel 2010 è passato alla Wichita State University. Nella sua prima stagione ha avuto una media di 13,5 punti e 3,2 assist a partita, tirando con il 51,3% da tre, mentre nella sua seconda e ultima stagione chiude con 14,3 punti, 2,9 rimbalzi e 3,3 assist di media a partita.
Nel 2012, non essendo stato selezionato al draft, viene ingaggiato dal Murcia, con cui gioca una stagione con 11,3 punti e 2,4 assist di media a partita, tirando da tre con il 41,7% da tre.
Nell'aprile 2013 viene ceduto in prestito fino a fine stagione a Cantù. Gioca i play-off con la squadra lombarda, chiudendo con 14,1 punti e 3,1 assist di media. Il 22 luglio 2013, scaduto il prestito, Cantù paga la sua clausola di rescissione, firmando con il giocatore un contratto annuale. Chiude la sua seconda stagione con una media di 16,3 punti e 4,5 assist a partita, tirando da tre con il 45,7%. Con Cantù disputa anche l'Eurocup, chiudendo con una media di 14,7 punti e 5,2 assist.
Il 17 luglio 2014 firma un contratto biennale con l'Olimpia Milano, che rescinde l'estate successiva.
Il 29 luglio 2015 firma un contratto annuale con il club turco del Pınar Karşıyaka, lasciando però il club turco pochi mesi dopo e firmando il 9 dicembre 2015 per la Scandone Avellino., venendo confermato per la stagione seguente.
Il 21 luglio 2017 firma un biennale con il Lokomotiv Kuban', rescindendo però dopo una sola stagione.
Il 10 agosto 2018 si sposta a Belgrado, firmando un contratto annuale, con opzione per il secondo, con la Stella Rossa.
Il 19 luglio 2019 torna in Turchia firmando un annuale con il Darüşşafaka, infortunandosi però poco dopo e venendo poi tagliato al rientro dall'infortunio.
Il 9 dicembre 2019 fa ritorno dopo oltre cinque anni alla Pallacanestro Cantù, firmando un contratto valido fino al termine della stagione.

## Palmarès

### Club
- Campione NIT: 1

2011
- Supercoppa di Lega Adriatica: 1

Stella Rossa Belgrado: 2018
- Campionato serbo: 1

Stella Rossa: 2018-2019
- Campionato israeliano: 1

Hapoel Holon: 2021-2022
- Lega Adriatica: 1

Stella Rossa Belgrado: 2018-2019
- Eurocup: 1

Hapoel Tel Aviv: 2024-2025

### Individuale
- Quintetto ideale della ABA Liga: 1

Stella Rossa Belgrado: 2018-2019
- Basketball Champions League Star Lineup: 2

Hapoel Holon: 2021-2022
Peristeria: 2023-2024
- Ligat ha'Al MVP finali: 1

Hapoel Holon: 2021-2022
- All-Israeli League Second Team: 1

Hapoel Holon: 2021-2022

## Statistiche
Dati aggiornati al 9 dicembre 2019
| Stagione         | Squadra                      | Competizione        | Partite | Partite | Partite | Statistiche tiro | Statistiche tiro | Statistiche tiro | Altre statistiche | Altre statistiche | Altre statistiche | Altre statistiche | Altre statistiche |
| Stagione         | Squadra                      | Competizione        | Pres.   | Titol.  | Minuti  | Tiri da 2        | Tiri da 3        | Liberi           | Rimb.             | Assist            | Rubate            | Stopp.            | Punti             |
| ---------------- | ---------------------------- | ------------------- | ------- | ------- | ------- | ---------------- | ---------------- | ---------------- | ----------------- | ----------------- | ----------------- | ----------------- | ----------------- |
| 2012-2013        | UCAM Murcia                  | Liga ACB            | 25      | 23      | 585     | 51/98            | 43/103           | 48/59            | 52                | 60                | 27                | 3                 | 279               |
| da mag. 2013     | Lenovo Cantù                 | Serie A             | 1       | 0       | 23      | 2/7              | 2/7              | 6/8              | 5                 | 2                 | 0                 | 0                 | 16                |
| 2013-2014        | Acqua Vitasnella Cantù       | Serie A             | 33      | 33      | 1 022   | 189/361          | 78/169           | 69/84            | 115               | 111               | 30                | 5                 | 533               |
| 2013-2014        | Acqua Vitasnella Cantù       | Eurocup             | 16      | 16      | 484     | 83/160           | 31/71            | 38/46            | 45                | 83                | 15                | 1                 | 235               |
| 2013-2014        | Acqua Vitasnella Cantù       | Coppa Italia        | 1       | 1       | 32      | 5/13             | 1/5              | 0/2              | 6                 | 3                 | 0                 | 0                 | 11                |
| 2014-2015        | EA7 Emporio Armani Milano    | Serie A             | 40      | 24      | 920     | 156/301          | 67/152           | 63/76            | 121               | 128               | 37                | 3                 | 442               |
| 2014-2015        | EA7 Emporio Armani Milano    | EuroLeague          | 24      | 9       | 445     | 61/157           | 27/78            | 24/29            | 38                | 70                | 15                | 1                 | 173               |
| 2014-2015        | EA7 Emporio Armani Milano    | Coppa Italia        | 3       | 1       | 55      | 11/22            | 2/10             | 1/1              | 7                 | 5                 | 1                 | 0                 | 25                |
| fino a dic. 2015 | Pınar Karşıyaka              | TBL                 | 6       | 6       | 180     | 27/64            | 9/28             | 20/27            | 23                | 46                | 8                 | 0                 | 83                |
| fino a dic. 2015 | Pınar Karşıyaka              | EuroLeague          | 7       | 5       | 175     | 31/69            | 10/28            | 11/13            | 21                | 22                | 5                 | 1                 | 83                |
| da dic. 2015     | Sidigas Avellino             | Serie A             | 30      | 20      | 855     | 138/292          | 52/130           | 71/83            | 101               | 115               | 42                | 0                 | 399               |
| da dic. 2015     | Sidigas Avellino             | Coppa Italia        | 3       | 0       | 74      | 8/18             | 2/7              | 13/18            | 9                 | 12                | 1                 | 0                 | 31                |
| 2016-2017        | Sidigas Avellino             | Serie A             | 35      | 34      | 1 070   | 223/450          | 81/198           | 92/108           | 116               | 180               | 48                | 2                 | 619               |
| 2016-2017        | Sidigas Avellino             | BCL                 | 15      | 15      | 462     | 80/179           | 30/81            | 29/39            | 56                | 78                | 14                | 1                 | 219               |
| 2016-2017        | Sidigas Avellino             | Coppa Italia        | 1       | 1       | 28      | 6/15             | 4/8              | 0/0              | 0                 | 2                 | 0                 | 0                 | 16                |
| 2017-2018        | Lokomotiv Kuban'             | VTB League          | 22      | 5       | 453     | 98/213           | 33/84            | 35/43            | 46                | 83                | 21                | 1                 | 264               |
| 2017-2018        | Lokomotiv Kuban'             | Eurocup             | 18      | 5       | 440     | 79/182           | 22/74            | 30/39            | 40                | 67                | 18                | 0                 | 210               |
| 2018-2019        | KK Crvena zvezda             | ABA Liga            | 22      | 22      | 500     | 90/182           | 22/70            | 33/39            | 47                | 126               | 24                | 1                 | 235               |
| 2018-2019        | KK Crvena zvezda             | Eurocup             | 16      | 16      | 431     | 89/160           | 17/48            | 41/54            | 31                | 96                | 21                | 0                 | 236               |
| 2018-2019        | KK Crvena zvezda             | Supercoppa ABA      | 3       | 3       | 79      | 15/26            | 6/9              | 5/9              | 5                 | 14                | 3                 | 0                 | 41                |
| 2018-2019        | KK Crvena zvezda             | Coppa Radivoj Korać | 3       | 3       | 76      | 11/27            | 3/11             | 4/4              | 9                 | 26                | 2                 | 0                 | 29                |
| da dic. 2019     | S. Bernardo-Cinelandia Cantù | Serie A             | 0       | 0       | 0       | 0/0              | 0/0              | 0/0              | 0                 | 0                 | 0                 | 0                 | 0                 |
| Totale carriera  | Totale carriera              | Totale carriera     | 338     | 255     | 8 389   | 1 574/3 268      | 566/1 433        | 657/808          | 926               | 1 372             | 348               | 22                | 4 379             |

## Vita privata
Ha ottenuto la cittadinanza liberiana nel novembre del 2012, potendo così giocare nei campionati europei quali la Serie A italiana e la Liga ACB come Cotonou.